# Lucy Baker
Lucy Baker (* 24. Februar 1955 in Wellesley, Massachusetts) ist eine US-amerikanische Künstlerin und Vertreterin der abstrakten Malerei in den USA.

## Leben
Baker studierte von 1973 bis 1975 am Goddard College, Plainfield, Vermont (Schwerpunkte in Skulptur und Kalligraphie) und graduierte 1975 zum Bachelor of Arts. 1977 absolvierte sie eine Spezialausbildung in Schweißen an der Platt Technical High School in Milford, Connecticut. 1980 initiierte sie die „Boston Painters and Sculptors“ Gruppe. 1990 war sie Gründungsmitglied der „New New Painters“. Baker unternahm ausgedehnte Studienreisen nach Frankreich, Spanien, Italien, Schweiz, Niederlande, Deutschland, Japan und Südafrika. Werke der Künstlerin befinden sich in der Nationalgalerie Prag, der Edmonton Art Gallery in Kanada, der Comino Foundation Vaduz / Liechtenstein, 21st Century Masterworks in New York, dem Aldrich Museum in Connecticut sowie in zahlreichen Privatsammlungen in Belgien, Deutschland, Frankreich, Japan, Kanada, Österreich, Spanien, Südafrika, Tschechien und den USA.

## Werk
Lucy Baker gehört der 3. Generation des Abstrakten Expressionismus an. Wichtige Künstlerpersönlichkeiten, die ihr frühes Werk beeinflussten, waren Jackson Pollock, Jules Olitski und Larry Poons. Anfang der 80er Jahre eröffneten neue Farben, Bindemittel und Pigmente – etwa das von Sam Golden entwickelte Acrylic Gel – völlig neue Gestaltungsmöglichkeiten. Die außergewöhnlich experimentierfreudige Künstlerin verwendet darüber hinaus auch gerne kleine Alltagsgegenstände, die in die Bildkomposition integriert werden und in dicken Farb-Pools eingebettet sind, Glasbruch, der dem Acrylic Gel beigemengt wird sowie holographische Glitter-Partikel. Die Dripping-Elemente verweisen auf Pollock, erscheinen zugleich wie kalligraphische Ableitungen und ufern manchmal in üppiger Ornamentik aus. Baker bevorzugt eine expressive und kontrastreiche Farbpalette von extravaganter Sinnlichkeit und verwendet nahezu alles, was sich für das Auftragen von Farbe eignet, vom Schwamm bis zur Spritzdüse für das Garnieren von Torten. Ihre Maltechniken erinnern an die Zubereitung von Speisen: kneten, rühren, portionieren, belegen, füllen, schälen, emulgieren.
Die in den 80er Jahren auf Plexiglas entstanden Arbeiten waren ebenso radikal wie richtungsweisend. Sie halten ihre eigene Entstehung in einer Art Schwebezustand fest, einer seltsamen Räumlichkeit, die aus der Verbindung von transparentem Bildträger und plastischer Farbmaterie resultiert.
Der Kurator und Kunstkritiker Kenworth Moffet beschreibt diese Werke als neue Bildkategorie im Niemandsland zwischen Malerei und Plastik, die sich Clement Greenbergs Forderung nach Vermeidung jeglicher Räumlichkeit in der Malerei vehement widersetzt und somit die Dominanz des Colorfield Painting endgültig bricht. Die lustvoll arrangierten ästhetischen Tabubrüche der Künstlerin und anderer Vertreter der New New Painters-Gruppe hat Moffet treffend als „Punk meets Colorfield“ bezeichnet. (Gerald Trimmel)

## Einzel- und Gruppenausstellungen (Auswahl)
- 2008 Huitai Art Center, Tianjin, China
- 2002 Museum of New New Painting, Toronto, Kanada (solo)
- 2002 Nationalgalerie Prag
- 2002 Galerie des Arts Contemporain, Montreal, Canada
- 2001 Galerie Anne Lettree, Paris
- 2001 Hôtel de Ville (Rathaus), Brüssel
- 2000 Gelabert Studios, New York
- 1999 Museum of Contemporary Art, Denver, CO
- 1999 Gilbert Studios Gallery, New York City
- 1999 Flint Institute for the Arts, Flint, Michigan
- 1998 The Center for the Arts, Vero Beach, Florida, „New Acrylic Painters“
- 1995 Salander O’Reilly Galleries, New York City
- 1993 Städtische Galerie Göppingen (D)
- 1993 Musée des Beaux Arts, Charleroi, Belgien
- 1993 Musée d’Art Modern et d’Art Contemporain, Nizza
- 1993 Gallery One, Toronto
- 1993 Galerie Tilly Haderek, Stuttgart
- 1992 Galerie Dambier Masset, Paris
- 1992 Galerie Gerald Piltzer, Paris, „Inaugural New New Painting Exhibition“
- 1987 Aldridge Museum, Ridgefield, CT
- 1986 Shippee Gallery, New York (solo)
- 1986 Matthew Scott Gallery, Miami, FL
- 1984 Boston Painters and Sculptors, 29th Annual South Shore Arts Festival, curated by Lucy Baker
- 1983 Babson College, Wellesley, MA (solo)
- 1982–86 Gallery One, Toronto
- 1981–88 The Front Gallery, Edmonton, Kanada
- 1980–82 Waltham Studios, Waltham, MA (solo)
- 1975 Goddard College, Plainfield, VT (solo)